# Erythropitta splendida
Erythropitta splendida — вид горобцеподібних птахів родини пітових (Pittidae). Раніше вважався підвидом Erythropitta novaehibernicae.

## Поширення
Ендемік островів Табар (провінція Нова Ірландія, Папуа Нова Гвінея). Природним середовищем існування є субтропічні або тропічні вологі низинні ліси.